# George Atherton
George Atherton, conhecido como Gee Atherton (Salisbury, 13 de novembro de 1981), é um desportista britânico que compete no ciclismo de montanha na disciplina de descida.
Ganhou quatro medalhas no Campeonato Mundial de Ciclismo de Montanha entre os anos 2007 e 2014, e uma medalha de ouro no Campeonato Europeu de Ciclismo de Montanha de 2006.

## Palmarés internacional
| Campeonato Mundial | Campeonato Mundial             | Campeonato Mundial | Campeonato Mundial |
| Ano                | Lugar                          | Medalha            | Competição         |
| ------------------ | ------------------------------ | ------------------ | ------------------ |
| 2007               | Fort William ( Reino Unido)    | Medalha de bronze  | Descida            |
| 2008               | Val di Sole ( Itália)          | Medalha de ouro    | Descida            |
| 2012               | Leogang/Saalfelden ( Áustria)  | Medalha de prata   | Descida            |
| 2014               | Hafjell/Lillehammer ( Noruega) | Medalha de ouro    | Descida            |
| Campeonato Europeu |                                |                    |                    |
| Ano                | Lugar                          | Medalha            | Competição         |
| 2006               | Commezzadura ( Itália)         | Medalha de ouro    | Descida            |